# (20588) 1999 RM166
A (20588) 1999 RM166 a Naprendszer kisbolygóövében található aszteroida. A LINEAR projekt keretében fedezték fel 1999. szeptember 9-én.